# جوزيف بيلودو
جوزيف بيلودو هو سياسي كندي، ولد في 9 أغسطس 1900 في Saint-Pamphile ‏ في كندا، وتوفي في 25 أكتوبر 1976 في كيبك في كندا. نشط حزبياً في الاتحاد الوطني. وقد انتخب عضو الجمعية الوطنية في كيبك ‏.